# Monstrueuse Parade
Monstrueuse Parade est un album de bande dessinée sorti en 2006 dans la collection « Un Monde » aux éditions Casterman. Le scénario est de Philippe Foerster et le dessin est de Muriel Blondeau.

## Prix
Premier prix de la Convention des arts graphiques et de la bande dessinée, Roubaix (France), 2006. 

### Articles scientifiques et analyses
- Fabienne Dorey et Isabelle Roussel-Gillet, "L'ange freak de Muriel Blondeau et Philippe Foerster", dans Cahiers Robinson, n°26, Arras, Presses de l'Université d'Artois, novembre 2009 (HAL 03326461), p. 135-145.
- Boris Henry, "Une influence qui dépasse le cinéma", dans "Freaks . Tod Browning", Cahiers du cinema, Paris, CNC, 2016  ( BnF 45118191 ), p.19. (LAAC)